# Björksopp
Björksopp (Leccinum scabrum) är en ätlig sopp som är vanligt förekommande i hela Europa (troligen cirkumboreal). Den hör till släktet strävsoppar och just denna art kallas ofta bara just strävsopp.
Björksoppen bildar ektomykorrhiza med björkar (Betula) och förekommer i lätt oligotrofa miljöer, ofta bland rödsvingel och kruståtel på svagt sura, sandiga jordar och ofta på torrare mark än närbesläktade arter inom undersektionen Scabra.
Den kan vanligen skiljas från närbesläktade arter på:
- att fjällen på foten är grova i dennas nedre del och fina i den övre,
- att köttet aldrig blåfärgas vid brytning,
- förekomst av relativt stora (upp till 92 μm), vanligen klubblika, caulocystidier, samt
- att hatthuden har en lös struktur som är sammansatt av en blandning av smala och breda, ibland elliptiska, element.
Björksoppen liknar mycket Leccinum melaneum, vilken dock vanligtvis har en något klubbformig fot med grå- till svartaktig utsida (utsidan på björksoppens fot är vit- till brunaktig). L. melaneum är möjligen av hybridogent ursprung och dess taxonomiska status behöver klargöras.
Mörk kärrsopp (L. schistophilum) kan ibland likna björksopp så mycket att man tvingas identifiera den på att den växer på blötare mark och på mikroskopiska skillnader.

## Som matsvamp
Speciellt äldre exemplar har en träig fot och en gummiaktig hatt.
Liksom andra strävsoppar bör björksoppen upphettas tillräckligt. Otillräckligt tillagad svamp kan ge upphov till förgiftningar.